# Adrenaline Rush
Albums de Twista
Resurrection
(1995) Mobstability
(1998)
Singles
1. Emotions
Sortie : 1997
2. Get It Wet
Sortie : 1997

Adrenaline Rush est le troisième album studio de Twista, sorti le 24 juin 1997.
L'album, qui s'est classé 13e au Top R&B/Hip-Hop Albums et 77e au Billboard 200, a été certifié disque d'or par la Recording Industry Association of America (RIAA) le 6 décembre 1999.

## Liste des titres
| No  | Titre                                                                           | Contient un (des) sample(s) de                                                                              | Durée |
| --- | ------------------------------------------------------------------------------- | --- | ----- |
| 1.  | Intro                                                                           | | 2:04  |
| 2.  | Adrenaline Rush (featuring Yung Buk)                                            | | 3:43  |
| 3.  | Death Before Dishonor                                                           | | 4:24  |
| 4.  | It Feels So Good (featuring Ms. Kane)                                           | | 6:08  |
| 5.  | Overdose                                                                        | | 4:16  |
| 6.  | Mobster's Anthem (featuring Liffy Stokes et Mayz)                               | I Want'a Do Something Freaky to You de Leon Haywood Nuthin' but a 'G' Thang de Dr. Dre featuring Snoop Dogg | 5:05  |
| 7.  | Get Her in tha Mood (Skit)                                                      | | 1:29  |
| 8.  | Emotions (featuring Johnny P)                                                   | | 4:32  |
| 9.  | Unsolved Mystery                                                                | | 4:44  |
| 10. | Korrupt World (featuring BHype)                                                 | | 5:44  |
| 11. | Get It Wet (featuring Ms. Kane)                                                 | Any Time, Any Place de Janet Jackson                                                                        | 4:04  |
| 12. | No Remorse (featuring Liffy Stokes, B-Hype, Turtle Banks, Mayze et Master Link) | | 4:32  |
| 13. | Emotions (Remix)                                                                | | 4:49  |